# Ghigo di Forcalquier
Ghigo di Forcalquier o d'Urgell (... – 1149) fu Conte di Forcalquier dal 1129 alla sua morte.

## Origine
Era il figlio primogenito del Conte di Forcalquier, Guglielmo III e di  Garsenda d'Albon, figlia del conte d'Albon, Ghigo III e della moglie, Matilda (o Regina), nobile inglese di cui non si conoscono gli ascendenti, ma che secondo alcuni era figlia di Edgardo Atheling.
Guglielmo III di Forcalquier, come ci conferma la Historia de los condes de Urgel, Tomo I, era il figlio primogenito ed unico maschio del conte di Urgell, Ermenegol IV di Gerb e della Contessa di Forcalquier, Adelaide (? - 1129), l'unica figlia del conte di Forcalquier, Guglielmo Bertrando II e della sua seconda moglie, Adelaide di Cavenez (citata assieme alla figlia nel Gallia Christiana Novissima, Tome I, Aix, Instrumenta, Sisteron), sorella di Guido Conte di Cavenez.

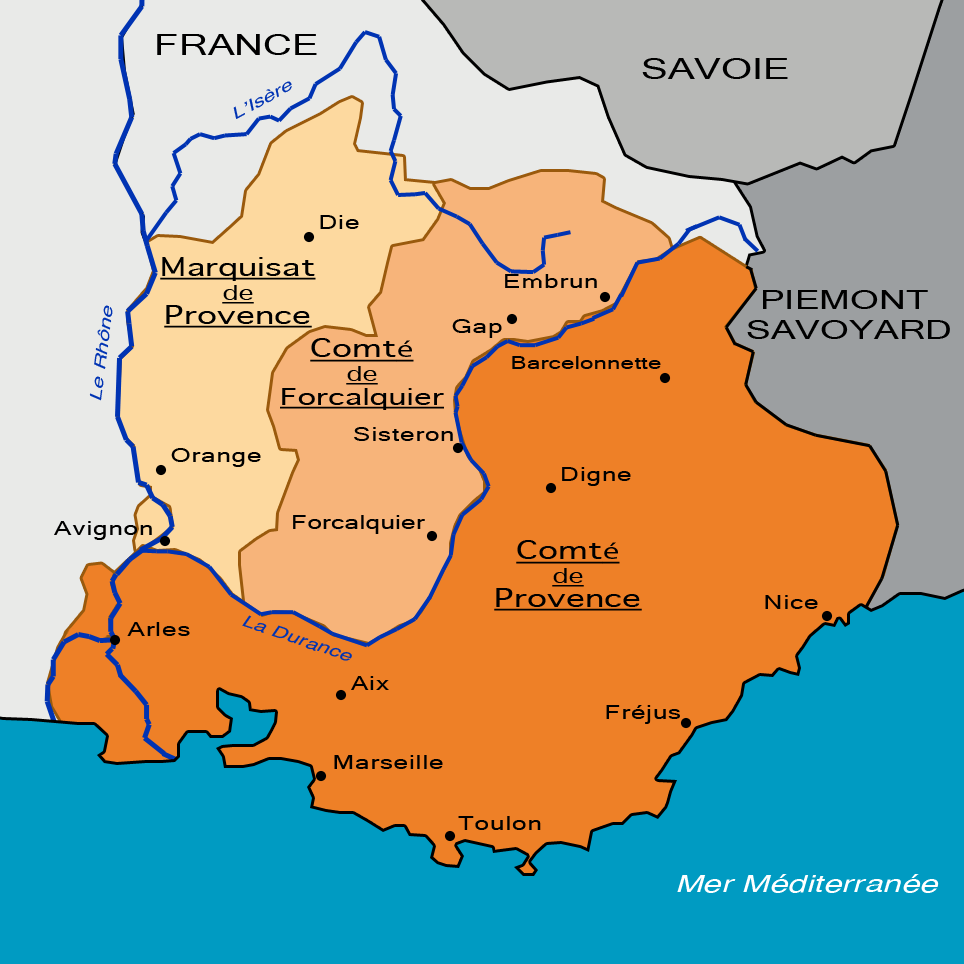
Divisione della Provenza tra contea e marchesato di Provenza e contea di Forcalquier, nel 1125.

## Biografia
Di Ghigo si hanno poche notizie. Sua nonna, Adelaide, Contessa di Forcalquier, era morta, nel 1129, lasciando, come da disposizioni testamentarie del nonno, Ermenegol IV di Gerb (in un testamento scritto nel 1090, due anni prima di morire, aveva disposto che la contea di Forcalquier, alla morte di Adelaide sarebbe andata a Guglielmo III), il titolo di conte di Forcalquier a suo padre, Guglielmo III, che gli sopravvisse solo alcuni mesi e morì ad Avignone, in quello stesso anno, lasciando il titolo a Ghigo, suo primogenito.
Ghigo aveva ereditato una situazione abbastanza delicata: da poco, nel 1125, era terminato il conflitto tra il conte di Barcellona, Raimondo Berengario III ed il conte di Tolosa, Alfonso Giordano, concluso con un trattato, che aveva sancito l'assegnazione del marchesato di Provenza ai conti di Tolosa, della Contea di Provenza ai conti di Barcellona, mentre la contea di Forcalquier, unitamente alla città di Avignone, era rimasta alla nonna di Ghigo, la contessa Adelaide. Essendo Ghigo ancora molto giovane, per poter mantenere i suoi domini, necessitò dell'aiuto del nonno, il conte d'Albon, Ghigo III e poi dello zio Ghigo IV.
Ghigo morì, nel 1149, senza eredi, per cui gli succedette il fratello, Bertrando.

## Matrimonio e discendenti
Ghigo aveva sposato una donna di cui non si conosce né il nome né gli ascendenti, che gli aveva dato un figlio:
- Guglielmo ( - ca.  1149), premorto al padre.[11]

### Fonti primarie
- (LA)  Gallia Christiana Novissima, Tome I, Aix, Instrumenta, Sisteronue.

### Letteratura storiografica
- Louis Halphen, La Francia nell'XI secolo, in «Storia del mondo medievale», vol. II, 1999, pp. 770–806
- Louis Halphen, Il regno di Borgogna, in «Storia del mondo medievale», vol. II, 1999, pp. 807–821
- Paul Fournier, Il regno di Borgogna o d'Arles dall'XI al XV secolo, in «Storia del mondo medievale», vol. VII, 1999, pp. 383–410
- (FR)  Histoire Générale de Languedoc avec des Notes, Tome IV.
- (FR)  Gallia Christiana Novissima, Tome I, Province d'Aix.
- (ES)  Historia de los condes de Urgel, Tomo I.